# Érd NK
Érd NK er en ungarsk håndboldklub, hjemmehørende i Érd, Ungarn.

## Spillertruppen 2019-20
| Målvogtere - 13 Kinga Janurik - 97 Julie Foggea Fløjspillere RW - 00 Alexandra do Nascimento - 32 Réka Király - 33 Katarina Krpež Slezak LW - 53 Natalie Schatzl - 91 Réka Bíziková - 93 Szonja Gávai Stregspillere - 03 Armilla Simon - 08 Laura Szabó - 14 Anett Kisfaludy | Bagspillere LB - 43 Rita Termány - 46 Gabriella Landi - 51 Markéta Jeřábková CB - 24 Jovana Kovačević - 96 Gabriella Tóth RB - 09 Jelena Lavko - 23 Nikolett Kiss |

### Transfers 2020-21
| Tilgange | Afgange |